# Abborrtjärnen (Ockelbo socken, Gästrikland, 676300-152310)
Abborrtjärnen är en sjö i Ockelbo kommun i Gästrikland och ingår i Testeboåns huvudavrinningsområde. Sjön har en area på 0,0986 kvadratkilometer och ligger 274,2 meter över havet.

## Delavrinningsområde
Abborrtjärnen ingår i det delavrinningsområde (676447-152279) som SMHI kallar för Mynnar i Utterbäcken. Medelhöjden är 294 meter över havet och ytan är 6,72 kvadratkilometer. Det finns inga avrinningsområden uppströms utan avrinningsområdet är högsta punkten. Vattendraget som avvattnar avrinningsområdet har biflödesordning 4, vilket innebär att vattnet flödar genom totalt 4 vattendrag innan det når havet efter 82 kilometer. Avrinningsområdet består mestadels av skog (85 procent). Avrinningsområdet har 0,1 kvadratkilometer vattenytor vilket ger det en sjöprocent på 1,5 procent.